# Міжнародний день небінарних людей
Міжнародний день небінарних людей (або День видимості небінарних людей, англ. International Non-Binary People's Day) відзначається[ким?] щороку 14 липня й спрямований на підвищення обізнаності та організацію навколо проблем, з якими стикаються небінарні люди в усьому світі. Вперше цей день відзначався 2012 року за ініціативою Катьє ван Лун. Дата була обрана посередині між Міжнародним жіночим днем і Міжнародним чоловічим днем.
Тиждень обізнаності про небінарність (англ. Non-Binary Awareness Week) — тиждень, який починається в понеділок перед Міжнародним днем небінарних людей 14 липня. Це період поінформованості про ЛГБТК+, присвячений небінарним людям.